# Heterorrhina obesa
Heterorrhina obesa – gatunek chrząszcza z rodziny poświętnikowatych, podrodziny kruszczycowatych i plemienia Goliathini.
Gatunek ten został opisany w 1849 przez Olivera Erichsona Jansona.
Ciało długości od 18 do 24 mm i szerokości od 9,5 do 14 mm, nietypowo krótkie, tęgie, wypukłe, na bokach zapiersia owłosione. Ubarwienie głęboko zielone, niebieskio-zielone, indygo, purpurowe lub ogniście czerwone, z rudymi biodrami tylnymi i czarnymi czułkami oraz stopami. Nadustek w obrysie kwadratowy, szerszy niż długi, z szerokim zębem pośrodku przedniego, prostego brzegu. Głowa grubo punktowana, z krótkim żeberkiem z przodu. Przedplecze raczej szerokie. Rowki na pokrywach punktowane, a ich wierzchołki żłobkowane. Pygidium poprzecznie rowkowane. Samiec ma dłuższą buławkę czułków, a samica silniej dwuzębne golenie przednie.
Chrząszcz orientalny, znany z Indii (m.in. z wzgórz Anaimalai oraz gór Kodaikanal) oraz z Nepalu.
Wyróżnia się dwa podgatunki:
- Heterorrhina obesa obesa Janson, 1884
- Heterorrhina obesa meridionalis Devecis et Legrand, 2012